# Pedralba
Pedralba è un comune spagnolo di 2 195 abitanti situato nella comunità autonoma Valenciana.